# Александар Јанковић
Александар „Сале“ Јанковић (рођен 6. маја 1972. у Београду) је српски фудбалски тренер и бивши играч.

## Биографија

### Играчка каријера
Јанковић је рођен 6. маја 1972. године у Београду, а његов отац је познати спортски новинар Добривоје „Боби” Јанковић. Прошао је све млађе категорије Црвене звезде. У Звезди је био капитен својим вршњацима (генерација ’72) са којима је 1990. године освојио омладински Куп Југославије. За сениорски тим Црвене звезде је дебитовао у сезони 1990/91. на утакмици против суботичког Спартака, а затим је још само једном носио дрес београдских „црвено-белих”.
Са свега 19 година одлази у Аустралију где је заиграо за екипу из Сиднеја. Имао је прилику да остане у Сиднеју, али је Звезда, чији је играч и даље био, тражила да се врати. Како у Београду опет није добио шансу, сачекао је шест месеци да му истекне уговор, па поново спаковао кофере и отишао пут Француске. Прво је играо за Шербур, мали клуб на Ла Маншу, а затим, јуна 1994, прешао у По, екипу коју је водио Славољуб Муслин. То познанство, показаће се касније, променило му је живот. Након Француске, Јанковић одлази у Сједињене Америчке Државе где игра једну сезону за Канзас Сити. Након тога је због проблема са повредама одлучио да заврши играчку каријеру са 28 година.

### Тренерска каријера
Славољуб Муслин је 2000. године позвао Јанковића да дође и ради са њим у стручном штабу Црвене звезде. Тако је Јанковић у зиму 2000. почео да ради у Звезди као саветник-скаут, а 5. јула 2001. као помоћни тренер. Као члан Муслиновог стручног штаба је освојио две „дупле круне”, а сарадња је касније настављена у украјинском Металургу, бугарском Левском, белгијском Локерену и руској Локомотиви.
Од јула 2007. поново је радио у Црвеној звезди као скаут и његова улога је била проучавање игре и тактике противника на домаћој и европској сцени. Након што је 9. новембра 2007. Милорад Косановић поднео оставку на место тренера Црвене звезде, Јанковић је преузео његово место. Звезду је водио у 22 првенствена меча и забележио 16 победа и шест ремија, уз гол-разлику 52:17. У том периоду освојио је бод више од првака Партизана, али је на крају ипак био други с пет поена мање.
У априлу 2009. године Јанковић је преузео белгијски Локерен, али је добио отказ већ у октобру исте године.
Јанковић је 9. новембра 2010. изабран за селектора младе репрезентације Србије. Заменио је привременог селектора Томислава Сивића, који је дошао на клупу уместо Ратомира Дујковића, пошто су „орлићи“ изгубили изгледе да се квалификују за Европско првенство 2011. године. Јанковић је водио тим у квалификацијама за Европско првенство 2013. у Израелу, али није успео да се квалификује јер је у баражу за одлазак на првенство испао од репрезентације Енглеске. Тај бараж је обележила туча српских и енглеских играча на стадиону у Крушевцу.
Јанковић је 21. августа 2012. године по други пут постављен за тренера ФК Црвена звезда, заменивши на том месту Роберта Просинечког који је претходно поднео оставку. Ипак Јанковић није успео да заврши сезону као тренер Звезде. Након слабих резултата, он је 18. марта 2013. договорио споразумни раскид сарадње са клубом, а на његово место је дошао португалски тренер Рикардо Са Пинто.
У мају 2014. године Јанковић је постао тренер белгијског прволигаша ФК Мехелен. Са њима се задржао до септембра 2016. када је преузео Стандард Лијеж. Јанковић је као тренер Стандарда после 30 одиграних кола завршио на деветом месту, што му није било довољно да прође у плеј-оф Жупилер лиге. Јанковић је имао солидан старт сезоне, али је у другом делу шампионата екипа из Лијежа заиграла доста лошије што се одразило на резултат. У априлу 2017. клуб је раскинуо сарадњу са Јанковићем.
Јанковић је 1. новембра 2017. поново постављен за тренера Мехелена. Мехелен је добро почео под Јанковићем, освојио у новембру десет од 15 бодова, али је у децембру опет упао у кризу. Јанковић није успео да се задржи ни три месеца на клупи овог клуба јер је добио отказ 24. јануара 2018. после низа од пет узастопних пораза, након којих је његов тим доспео на претпоследње место табеле, са два бода више од "фењераша" Еупена. Јанковић је водио Мехелен на 11 званичних мечева. Остварио је три победе, један реми и седам пораза.